# 约翰内斯·尼古劳斯·布仑斯惕
约翰内斯·尼古劳斯·布仑斯惕（發音：[joˈhænˀəs ne̝koˈlɛːus ˈpʁɶnsteð]；1879年2月22日—1947年12月17日；又译布朗斯特、布朗斯台德、布忍斯特），丹麦物理化学家。他于1899年和1908年在哥本哈根大学分别获得化学工程学士和博士学位，毕业后随即任母校的无机与物理化学教授。
1906年，布仑斯惕发表了他关于电子亲合能的诸多论文中的第一篇。1923年，他与英国化学家托马斯·马丁·劳里分别同时提出了酸碱质子理论。同年，吉爾伯特·路易斯提出了酸碱电子理论，但这两种理论均被普遍使用。
在第二次世界大战中，布仑斯惕反对纳粹，故他于1947年当选丹麦议会议员，但彼时他已病重无法出任，当选不久后便溘然长逝。